# Bupleurum chevalieri
Bupleurum chevalieri là một loài thực vật có hoa trong họ Hoa tán. Loài này được Cherm. mô tả khoa học đầu tiên năm 1921.